# Papua-Newguinea LNG Project
Das Projekt Papua-Newguinea LNG (abgekürzt "PNG LNG") dient der Förderung, der Trennung und Reinigung, dem Transport und abschließend der Verflüssigung und Verschiffung von Erdgas in Papua-Neuguinea. Die Bauarbeiten begannen im Jahre 2010, die erste Verschiffung von verflüssigtem Gas erfolgte 2014.

## Projektbeschreibung
Die geplanten Kosten des Projekts betragen 16 Milliarden Australische Dollar. Projektpartner sind ExxonMobil aus den USA und die börsennotierte Oil Search Ltd. aus Port Moresby in Papua-Neuguinea. An Oil Search ist die Regierung von Papua-Neuguinea mit 17,6 Prozent beteiligt. Die Vermarktung soll von ExxonMobil durchgeführt werden.
Laut Regierungsveröffentlichung ist die Final Investment Decision (FID) am 8. Dezember 2009 erfolgt. Aus dem Projekt werden 30 Jahre lang jährlich bis zu 6,6 Millionen Tonnen Gas gefördert und verkauft werden. Die Hauptmärkte werden Japan und China sein.
Mit den Einnahmen hieraus sollen die Lebensverhältnisse im unterentwickelten Lande verbessert werden. Dazu fand 2009 in  Kokopo eine Konferenz zur Verteilung der Gelder zwischen Bundesstaat, Provinz, Lokaler Verwaltung und Kleinbauern statt. Gerade die Bauern, die im Zuge der Bauarbeiten Felder verloren haben, sind auf eine Beteiligung an den Erlösen angewiesen. Doch es gibt Klagen über fehlende Gerechtigkeit.

## Projektabwicklung
Das gesamte Projekt besteht aus vier verschiedenen Teilprojekten:
An zwölf verschiedenen Bohrungen in den Hides-, Angore- und Juha-Feldern wird das Gas gefördert und über ein Leitungssystem zur Weiterverarbeitung in 60 km langen 14-inch Rohren nach Hides geleitet. Dort wird das Gas gereinigt und Gas und Kondensat werden getrennt. Die Gasförderung der drei Felder beträgt 80 % des Gesamtaufkommens. Das gereinigte Gas wird durch eine 300 km lange an Land verlegte Leitung bis zum Meer und dann weitere 415 km unter dem Ozean nach Port Moresby zu einer dort zu errichtenden Verflüssigungs- und Verladestation geleitet werden.
Die bei der Förderung anfallenden Flüssig- und Festbestandteile werden in einer ebenso langen 8-inch Rohrleitung nach Hides zu Weiterbehandlung geführt. Von Hides wird das anfallende Kondensat über 100 km bis Kutubu geleitet und dort in den Prozess des Erdöltransports eingebunden.
Weitere 20 Prozent des gesamten Gases kommen aus den bereits bestehenden und produzierenden Ölfeldern, dem Kutubu-Ölfeld am Kutubu-See, Agogo-, Moran- und Gobe-Ölfeld. Dort waren sie bisher zum größeren Teil "Abfallprodukte" und wurden abgefackelt.
Dieser Teil des Projektes umfasst die Errichtung und Inbetriebsetzung der Anlagen zur Lagerung, zur Verflüssigung und zur Verladung des Gases auf entsprechend eingerichtete Tanker als LNG (liquefied natural gas) westlich von Port Moresby, der Hauptstadt des Landes.

## Dokumentarfilm
Die freiberufliche Journalistin Céline Rouzet, die seit 2013 vor Ort über das Projekt in verschiedenen Medien berichtete, erstellte 2020 einen 109-minutigen Dokumentarfilm mit dem Titel A Distant Thud in The Jungle (französischer Originaltitel: 140 km à l’ouest du paradis). Dabei begleitete sie mehrere Mitglieder des indigenen Volks der Huli und zeichnete auf, welche Auswirkungen das Projekt auf sie hatte und noch hat. Am 25. September 2021 fand die Premiere im deutschsprachigen Raum auf der Zurich Film Festival in der Reihe Border Lines statt.